# 贾成祥
贾成祥（1935年—），男，吉林长春人，中国跳伞运动员、教练员，运动健将。国际级跳伞裁判员。